# Вафд
Хизб аль-Вафд (араб. حزب الوفد‎ Партия делегации) — либерально-националистическая партия Египта периода султаната и королевства, руководившая антибританским освободительным движением. Поддерживала идеи парламентской монархии. Была распущена после революции 1952 года.
Основанная Саадом Заглулом в ноябре 1918 года, первоначально представляла собой комитет из 7 человек. В 1924 году была реорганизована в массовую политическую парламентскую партию. С 1927 года возглавлялась Мустафой Наххас-пашой. Выражала интересы национально ориентированной буржуазии, землевладельцев и интеллигенции. Своей главной целью видела превращение Египта в независимое буржуазное государство, но временами шла на соглашения с британскими империалистами и сдерживала революционную активность народных масс. Пребывала у власти в 1924, 1928, 1930, 1936—1937, 1942—1944 и 1950—1952 годах. В октябре 1951 года вафдистский парламент принял закон о денонсации англо-египетского договора 1936 года и конвенции 1899 года о Судане. В то же время проявила нерешительность в организации отпора британской агрессии в конце 1951 — начале 1952 года и пошла на переговоры с США, что окончательно подорвало авторитет партии в народных массах. В январе 1953 года была распущена правительством генерала Нагиба.

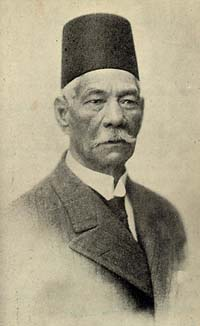
Саад Заглул-паша, основатель Вафд

Преемником партии выступает созданная в 1983 году Новая партия Вафд.